# Sidiclei de Souza
Sidiclei de Souza (født 13. maj 1972) er en brasiliansk fodboldspiller.
Han har spillet for flere forskellige klubber i sin karriere, herunder Vissel Kobe og Gamba Osaka.